# Sierra de San Francisco
Sierra de San Francisco (šp. za „Gorje sv. Franje”) je gorje u Rezervatu biosfere El Vizcaino (Kalifornijski zaljev) i općini Mulege u meksičkoj saveznoj državi Baja California Sur na Kalifornijskom poluotoku. Na gorju rastu raznolike biljke kao što je rijetko Slonovsko drvo (Bursera microphylla). 
Gorje Sierra de San Francisco je najpoznatije po prapovijesnim slikarijama koje su upisane na UNESCO-ov popis mjesta svjetske baštine u Sjevernoj Americi 1993. godine.
Ove slike su djelo danas nestalih Guachimi indijanaca iz skupine Cochimi Indijanaca. Nastale su od oko 1100. pr. Kr. do 1300. godine i izvanredno su sačuvane zbog suhe i vruće aridne klime, ali i nepristupačnosti. Na mnogima su prikazani ljudi (muškarci, žene i djeca) i razne vrste životinja (zec, puma, ris, jelen, divlja ovca, kit, tuna, sardina, hobotnica, orao i pelikan), apstraktni oblici, te interakcija ljudi i njihovog okoliša. Njihove kompozicije i veličine, kao i preciznost njihovih obrisa (pa čak i sjenčenja) i raznolikost boja (sve boje spektra), ali ponajviše njihova brojnost, dovodi do zaključka kako se radilio o visokorazvijenoj kulturi jedinstvene umjetničke tradicije. 
Najpoznatiji lokaliteti su: Cueva del Batequì, Cueva de la Navidad, Cerro de Santa Marta, Cueva de la Soledad, Cueva de las Flechas i Grutas del Brinco. Najpoznatije su tzv. „Velike zidne slike”, koje su najveće na svijetu. Pojedini primjerci su visoki od 9 do 13,5 metara, a neke se nalaze na liticama i do 12 m iznad tla. Kada su Isusovci 1600.-tih pitali Indijance tko ih je naslikao, oni su odgovorili da je to uradila jedna divovska rasa koja je tu živjela prije njih.
Prvi ih je opisao isusovac Francisco Javier Clavijero u Rimu 1789. godine. Uslijedilo je istraživanje Nizozemca Ten Katea 1874. i Francuza Digueta od 1889. – 1905. godine. Do sada je otkriveno oko 400 mjesta sa slikama, od kojih se 250 nalazi unutar zaštićenog područja Sierra de San Francisco.

## Vanjske poveznice
- Najstarije slike na stijenama u Amerikama  Arhivirana inačica izvorne stranice od 7. ožujka 2021. (Wayback Machine) na službenim stranicama Državnog instituta za antropologiju i povijest (INAH) (šp.)
- San Francisco de la Sierra, fotografije  Arhivirana inačica izvorne stranice od 19. svibnja 2011. (Wayback Machine) (engl.)